# 軒尼詩道

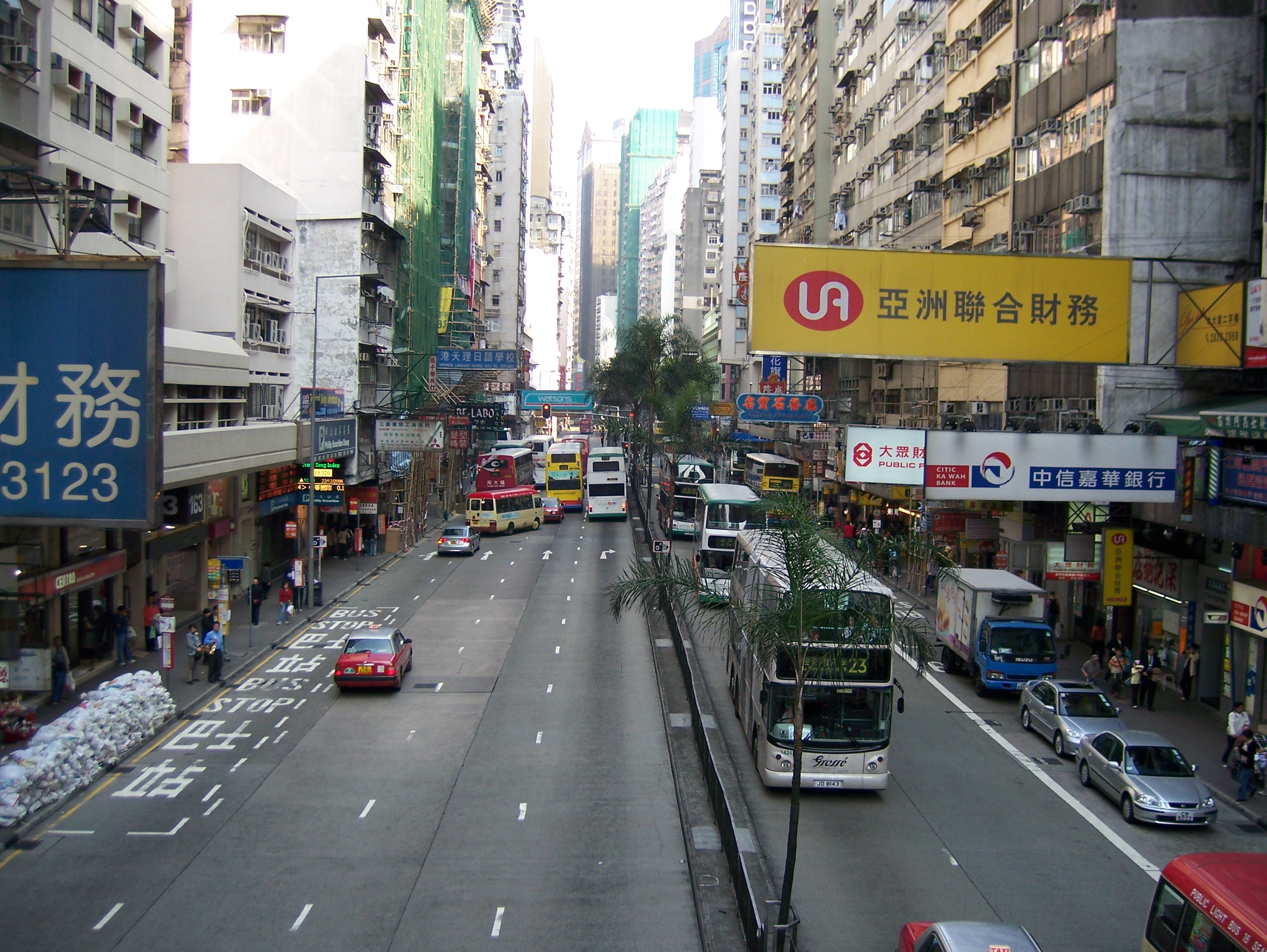
湾仔を走る軒尼詩道

軒尼詩道（ヘネシーロード、繁体字: 軒尼詩道; 簡体字: 轩尼诗道; 拼音: Xuānníshī Dào; イェール式広東語: hin1 nei4 si1 dou6）は、香港の香港島にある大通りである。銅鑼湾の東の怡和街と湾仔の西端の皇后大道を結んでいる。
道路は、1877年から1882年まで香港総督を務めたジョン・ポープ・ヘネシー (軒尼詩) に因んでいる。

## 建築物
- 香港そごう - 軒尼詩道555にあるデパート。1985年開業[1]
- 希慎広場（英語版） - 軒尼詩道500にあるショッピングモール、オフィスビル。旧ヘネシー・センターを希慎興業有限公司（英語版）が開発し、2012年8月に完成した[2]。

## ギャラリー

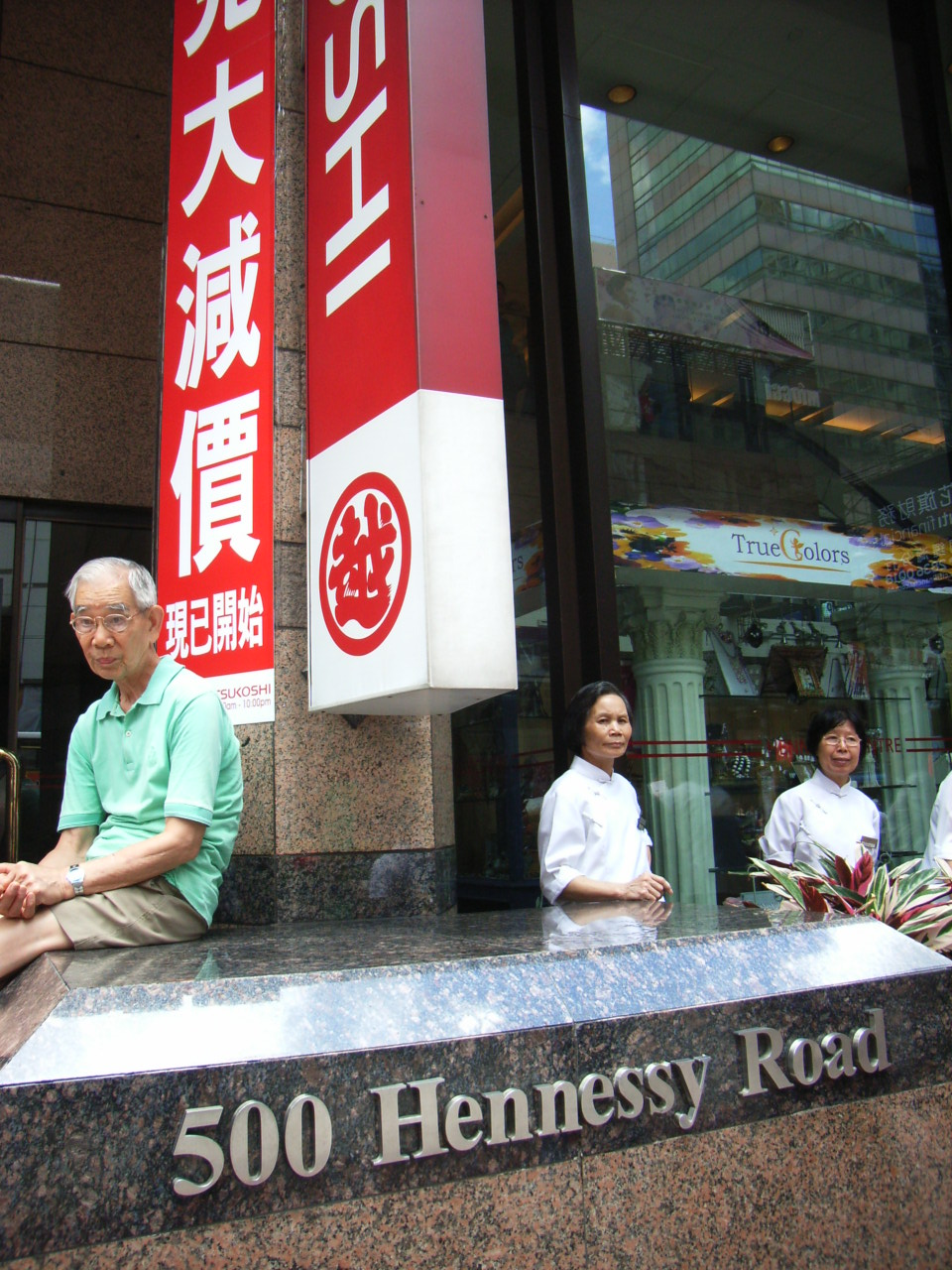
ヘネシー・センターに入っていた三越。2006年閉店